# Justin Jaworski
Justin Kyle Jaworski (* 21. Juni 1999 in Schwenksville) ist ein US-amerikanischer Basketballspieler.

## Laufbahn
Jaworski spielte als Schüler Basketball an der Perkiomen Valley High School im US-Bundesstaat Pennsylvania. Im Zeitraum 2017 bis 2021 bestritt er 98 Spiele für die Mannschaft des im selben US-Bundesstaat gelegenen Lafayette College. Jaworski erzielte für Lafayette insgesamt 247 Dreipunktewürfe und setzte sich mit diesem Wert auf den vierten Platz der ewigen Bestenliste der Hochschulmannschaft.
Als Berufsbasketballspieler war Jaworski zunächst in der NBA G-League bei den Oklahoma City Blue in seinem Heimatland beschäftigt. Für den spanischen Zweitligisten Gipuzkoa Basket Club kam er in der Saison 2022/23 auf einen Mittelwert von 19,4 Punkten je Begegnung.
In der Saison 2023/24 spielte er zunächst in Italien bei Napoli Basket, Ende Februar 2024 holte ihn Trainer Ingo Freyer zum abstiegsbedrohten Bundesligisten USC Heidelberg. Jaworski trug mit 19,5 Punkten je Begegnung zum Klassenerhalt der Heidelberger bei. In der Sommerpause 2024 wurde er von den EWE Baskets Oldenburg verpflichtet. In den Farben der Niedersachsen kam er in der Bundesliga-Spielzeit 2024/25 auf einen Punktedurchschnitt von 19,4 Punkten je Begegnung und führte mit diesem Wert die Korbjägerliste der Liga an.
Zur Saison 2025/26 wechselte Jaworski in die spanische Liga ACB zum CB Bilbao Berri.